# Нырвожа
Нырвожа — река в России, протекает на юго-западе Лешуконского района Архангельской области. Левый приток реки Выкомша.
Длина реки составляет 23 км.
Течёт по лесной болотистой местности. Генеральным направлением течения является северо-восток.

## Данные водного реестра
По данным государственного водного реестра России относится к Двинско-Печорскому бассейновому округу, водохозяйственный участок реки — Мезень от истока до водомерного поста у деревни Малонисогорская. Речной бассейн реки — Мезень.
Код объекта в государственном водном реестре — 03030000112103000048372.